# Jaskier bluszczolistny
Jaskier bluszczolistny (Ranunculus hederaceus L.) – gatunek rośliny z rodziny jaskrowatych (Ranunculaceae Juss.). Występuje naturalnie w Europie Zachodniej oraz we wschodniej części Ameryki Północnej.

## Rozmieszczenie geograficzne
Rośnie naturalnie w Europie Zachodniej oraz we wschodnich częściach Stanów Zjednoczonych i Kanady. W Europie Zachodniej występuje w Irlandii, Wielkiej Brytanii, na południu Szwecji, w Niemczech, Holandii, Belgii, Francji, Hiszpanii oraz Portugalii. W Kanadzie gatunek ten został zarejestrowany tylko w prowincji Nowa Fundlandia i Labrador. W Stanach Zjednoczonych rośnie w stanach Pensylwania, Maryland, Karolina Północna, Karolina Południowa oraz Wirginia. 

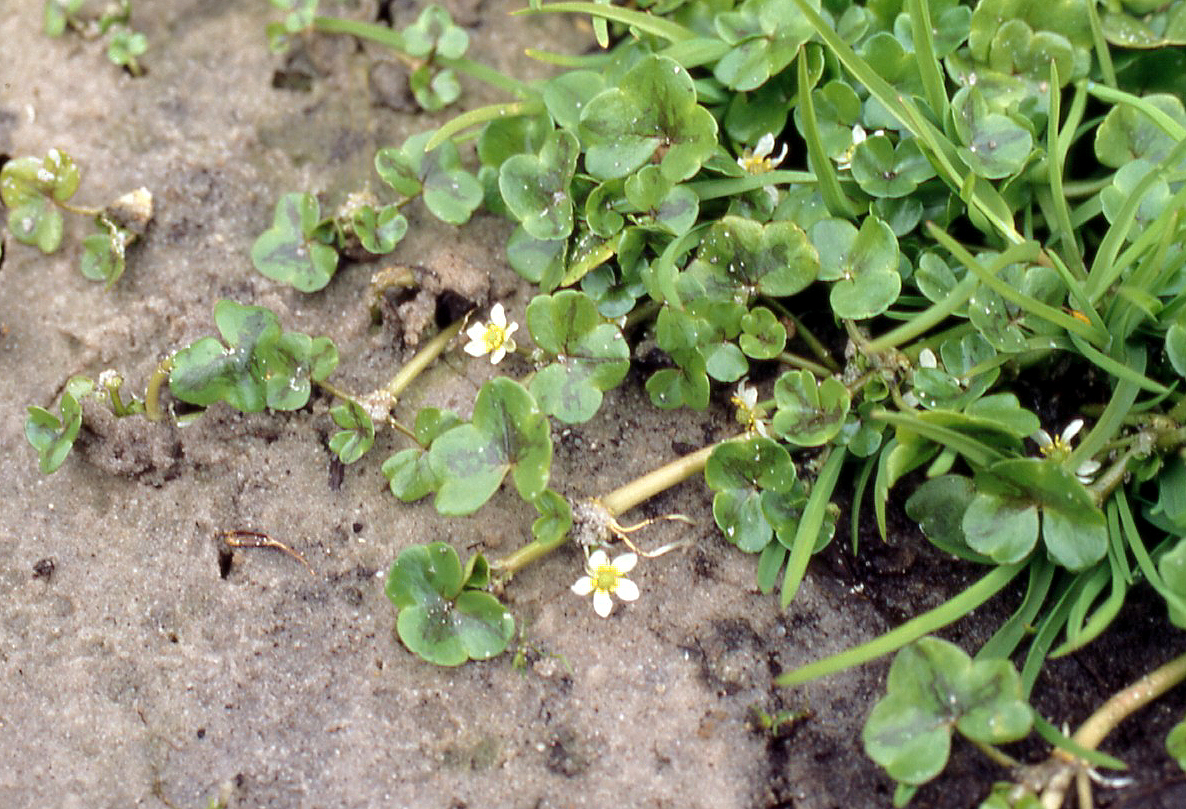
Okaz R. hederaceus z Dolnej Saksonii w Niemczech

## Morfologia
PokrójBylina o nagich pędach.
LiścieMają nerkowaty kształt. Mierzą 0,5–1 cm długości oraz 0,5–2 cm szerokości. Brzegi są wyraźnie klapowane.
KwiatySą pojedyncze. Pojawiają się na szczytach pędów. Są białego koloru. Mają 5 eliptycznych działek kielicha, które dorastają do 1–2 mm długości. Mają 5 eliptycznych płatków o długości 2–4 mm.
OwoceNagie niełupki o długości 1–2 mm. Tworzą owoc zbiorowy – wieloniełupkę o kulistym kształcie i dorastającą do 3–4 mm długości.

## Biologia i ekologia
Rośnie na łąkach i brzegach rzek. Występuje na terenie nizinnym. Kwitnie od kwietnia do sierpnia. 

## Zagrożenia i ochrona
Gatunek umieszczony na polskiej czerwonej liście w kategorii DD (stopień zagrożenia nie może być ustalony).